# Lucas Eberle
Lucas Eberle (* 13. Oktober 1990 in Vaduz) ist ein liechtensteinisch-schweizerischer Fussballspieler.

## Karriere

### Verein
In seiner Jugend spielte Eberle für den Hauptstadtklub FC Vaduz. Sein erster Verein im Herrenbereich war der FC Balzers, dem er sich 2008 anschloss. Zwei Jahre später wechselte er zum USV Eschen-Mauren, bevor er 2011 zum FC Balzers zurückkehrte. Im Januar 2013 verpflichtete ihn der FC Triesenberg. Nach einer Station beim FC Schaan zog er 2017 zum Schweizer Verein FC Sevelen weiter. Seit 2018 ist er wieder für den FC Schaan aktiv.

### Nationalmannschaft
Eberle gab sein Debüt in der liechtensteinischen Fussballnationalmannschaft am 14. Oktober 2009 beim 0:2 gegen Wales im Rahmen der Qualifikation zur Fussball-Weltmeisterschaft 2010. Bis 2014 war er insgesamt zwölf Mal für sein Heimatland im Einsatz.